# Bulbostylis subtilis
Bulbostylis subtilis là một loài thực vật có hoa trong họ Cói. Loài này được M.G.López mô tả khoa học đầu tiên năm 2007.